# Lakušník okrouhlý
Lakušník okrouhlý (Batrachium circinatum, syn.: Ranunculus circinatus) je druh rostliny z čeledi pryskyřníkovité (Ranunculaceae).

## Popis
Jedná se o vytrvalou, řidčeji jednoletou vodní bylinu, která může po vyschnutí růst i na bahnitých substrátech, i když tento druh dlouhodobější vysychání moc nesnáší. Lodyha je nevětvená až jednoduše větvená, lysá, podle stanoviště může dorůstat délky až 250 cm. Listy jsou střídavé, lupenité na hladině plovoucí listy u tohoto druhu chybí. Čepele ponořených listů jsou několikrát dlanitosečné s niťovitými úkrojky, po vytažení z vody zachovává paprskovitý tvar a úkrojky se nesbíhají do štětičky. Listy jsou mnohem kratší, asi 3–5 x než příslušné lodyžní články. Na bázi listů jsou palisty. Květy jsou jednotlivé, oboupohlavné a pravidelné s víceméně kuželovitým květním lůžkem, vykvétají nad hladinou a jsou opylovány hmyzem (entomogamie). Plodní stopka bývá nejčastěji 4–8 cm dlouhá. Kališních lístků je 5, jsou zelené, až 6 mm dlouhé. Korunních je většinou také pět, jsou bílé, na bázi se žlutou skvrnou. Květy jsou spíš malé, korunní lístky jsou asi 6–10 mm dlouhé. Tyčinek je asi 15–25, val kolem jamky nektária je půlměsíčitý, pestíků a později nažek je asi 34–52. Plodem je nažka, na vrcholu zakončená krátkým zobánkem, nažky jsou uspořádány na květním lůžku do souplodí, květní lůžko je s roztroušenými chlupy, řidčeji až lysé. Plody se šíří vodou (hydrochorie). Počet chromozómů je 2n=16.

## Rozšíření
Druh je rozšířen od západní Evropy po východní Asii. V České republice roste roztroušeně v nižších polohách, cca do 400 m n. m.

## Ekologie
Jedná se o vodní rostlinu, která se ve stojatých nebo zřídka až tekoucích vodách. Má rád spíš vápnité prostředí, v nádržích chudých na vápník většinou chybí.